# Listă de guvernatori romani ai Egiptului
Aceasta este o listă de guvernatori romani ai provinciei Egipt.
| Data                | Prefect                               |
| ------------------- | ------------------------------------- |
| 30 î.Hr. – 26 î.Hr. | Gallus Cornelius Caius                |
| 26 î.Hr. – 24 î.Hr. | Aelius Gallus                         |
| 24 î.Hr. – 21 î.Hr. | Gaius Petronius sau Publius Petronius |
| ?? – 12 î.Hr.       | Publius Rubrius Barbarus              |
| 7 î.Hr. – 4 î.Hr.   | Gaius Turranius                       |
| 2 – 3               | Publius Octavius                      |
| 3 – 10              | Quintus Ostorius Scapula              |
| 10 – 11             | Gaius Iulius Aquila                   |
| 11 – 12             | Lucius Antonius Pedo                  |
| 12 – 14             | Quintus Magnus Maximus                |
| 14 – 15             | Lucius Seius Strabo                   |
| 15 – 15             | Aemilius Rectus                       |
| 16 – 31             | Gaius Valerius                        |
| 31 – 32             | Gaius Vitrasius Pollio                |
| 32                  | Iulius Iber (Severus)                 |
| 32 – 38             | Aulus Avilius Flaccus                 |
| ? – 41              | Caius Vitrasius Pollio                |
| 41 – 42             | Lucius Aemilius Rectus                |
| 42 – 45             | Marcus Aevius                         |
| 45 – 48             | Gaius Julius Postumus                 |
| 48 – 52             | Gnaeus Vergilius Capito               |
| 54                  | Lucius Lusius Geta                    |
| 55 – 59             | Tiberius Claudius Balbillus Modestus  |
| 59 – 62             | Lucius Julius Vestinus                |
| 63 – 65             | Gaius Caecina Tuscus                  |
| 66 – 69             | Tiberius Julius Alexander             |
| 70                  | Lucius Peducius Colo                  |
| 71 – 73             | Tiberius Julius Lupus                 |
| 73 – 74             | Valerius Paulinus                     |
| 78 – 79             | Gaius Aeterius Fronto                 |
| 80 – 82             | Gaius Tettius Priscus                 |
| 83                  | Lucius Laberius Maximus               |
| 83 – 84             | Lucius Julius Ursus                   |
| 85 – 88             | Gaius Septimius Vegetus               |
| 89 – 92             | Marcus Mettius Rufus                  |
| 92 – 93             | Titus Petronius Secundus              |
| 94 – 98             | Marcus Junius Rufus                   |
| 98 – 100            | Gaius Pompeius Planta                 |
| 100 – 103           | Gaius Minucius Italus                 |
| 103 – 107           | Gaius Vibius Maximus                  |
| 107 – 112           | Servius Sulpicius Similis             |
| 113 – 117           | Marcus Rutilius Lupus                 |
| 117 – 119           | Quintus Rammius Martialis             |
| 120 – 124           | Titus Haterius Nepos                  |
| 126                 | Petronius Quadratus                   |
| 126 – 133           | Titus Flavius Titianus                |
| 133 – 137           | Marcus Petronius Mamertinus           |
| 137 – 142           | Gaius Avidius Heliodorus              |
| 142 – 143           | Gaius Valerius Eudemon                |
| 144 – 147           | Lucius Valerius Proculus              |
| 147 – 148           | Marcus Petronius Honoratus            |
| 149 – 154           | Lucius Munacius Felix                 |
| 154 – 159           | Marcus Sempronius Liberalis           |
| 159 – 161           | Titus Furius Victorinus               |
| 161                 | Lucius Volusius Maecianus             |
| 161 – 164           | Marcus Annaeus Siriacus               |
| 164 – 167           | Titus Flavius Titianus                |
| 167 – 168           | Quintus Baienus Blasianus             |
| 168 – 169           | Marcus Bassius Rufus                  |
| 170 – 174           | Gaius Calvisius Statianus             |
| 174                 | Claudius Julianus                     |
| 174 – 175           | Gaius Calvisius Statianus             |
| 175 – 176           | Gaius Caecilius Salvianus             |
| 176 – 177           | Titus Pactumius Magnus                |
| 178 – 180           | Titus Taius Sanctus                   |
| 181                 | Titus Flavius Piso                    |
| 181 – 183           | Decimus Veturius Macrinus             |
| 185                 | Titus Longaeus Rufus                  |
| 185 – 187           | Pomponius Faustinianus                |
| 188                 | Marcus Aurelius Verrianus             |
| 189 – 190           | Tinius Demetrius                      |
| 190                 | Claudius Lucilianus                   |
| 192                 | Larcius Memor                         |
| 192 – 194           | Lucius Mantennius Sabinus             |
| 195 – 196           | Marcus Ulpius Primianus               |
| 197 – 200           | Quintus Aemilius Saturninus           |
| 200                 | Alfenus Appolinarius                  |
| 200 – 203           | Quintus Maecius Laetus                |
| 203 – 206           | Claudius Julianus                     |
| 206 – 211           | Tiberius Claudius Aquila              |
| 212 – 215           | Lucius Baebius Aurelius Juncinus      |
| 215                 | Marcus Aurelius Heraclitus            |
| 215 – 216           | Aurelius Antinous                     |
| 216 – 217           | Lucius Valerius Datus                 |
| 218                 | Julius Basilianus                     |
| 218 – 219           | Callistianus                          |
| 219 – 221           | Geminius Chrestus                     |
| 222                 | Lucius Domitius Honoratus             |
| 222 – 223           | Marcus Aedinius Julianus              |
| 224                 | Marcus Aurelius Epagatus              |
| 229 – 231           | Claudius Masculinus                   |
| 231                 | Marcus Aurelius Zeno Januarius        |
| 232 – 236           | Maebius Honoratianus                  |
| 236 – 240           | Lucius Lucretius Annianus             |
| 241 – 242           | Gnaeus Domitius Priscus               |
| 242 – 245           | Aurelius Basileus                     |
| 245 – 248           | Gaius Valerius Firmus                 |
| 249 – 250           | Aurelius Appius Sabinus               |
| 251 – 252           | Feltonius Restitutianus               |
| 252 – 253           | Lissenius Proculus                    |
| 253                 | Lucius Titinius Clodianus             |
| 253 – 256           | Titus Magnus Crescinianus             |
| 258 – 261           | Lucius Aemilianus                     |
| 335 – 337           | Flavius Philagrius                    |
| 338 – 340           | Flavius Philagrius                    |